# Берестовенька
Берестове́нька (укр. Берестовенька) — село, Октябрьский сельский совет, Красноградский район, Харьковская область, Украина.
Код КОАТУУ — 6323384502. Население по переписи 2001 года составляет 998 (438/560 м/ж) человек.

## Географическое положение
Село Берестовенька находится на реке Берестовенька, выше по течению на расстоянии в 1 км расположены сёла Кирилловка и Граново, ниже по течению примыкает к селу Ивановское. По селу протекает пересыхающий ручей с запрудой. Через село проходит железная дорога, станция Берестовенька
.

## История
- 1787 — дата основания.

## Экономика
- Хлебоприёмное предприятие.
- Элеватор.

## Объекты социальной сферы
- Школа.
- Больница.

## Религия
- Церковь Покрова Пресвятой Богородицы.